# Seehausen am Staffelsee
Seehausen am Staffelsee (ufficialmente Seehausen a.Staffelsee) è un comune tedesco di 2 390 abitanti e un luogo ricreativo riconosciuto dallo Stato, situato nel distretto di Garmisch-Partenkirchen nell'Alta Baviera, nel land della Baviera. È altresì sede dell'omonima società di gestione. La località fa parte della regione turistica Das blaue Land (Il Land blu).

## Geografia
Il Comune si trova nella regione Oberland che si affaccia sul lago di Staffelsee. L'intero lago di Staffelsee con le sue sette isole appartiene al territorio comunale. I comuni limitrofi sono Uffing am Staffelsee a ovest, Spatzenhausen a nord, Murnau am Staffelsee a est e sud, e Bad Kohlgrub a sudovest.
Esiste solo il territorio Seehausen a. Staffelsee.
Del Comune fanno parte 10 frazioni  (tra parentesi è indicato il tipo di insediamento):
- Rieden (villaggio con chiesa)
- Riedhausen (villaggio con chiesa)
- Seehausen am Staffelsee (villaggio parrocchiale)
- Seeleiten (gruppo isolato di case)
- Wörth (terreno incolto)

## Storia

### Fino alla fondazione del Comune
Sull'isola di Wörth, nel lago Staffelsee, esistono tracce già dall'epoca romana. Nell'ottavo secolo si arrivò alla fondazione del monastero di Staffelsee, che nell'undicesimo secolo venne sciolto. Per poter raggiungere la casa di Dio sull'isola senza imbarcazione, dalla terraferma si costruì un pontile di legno da Seehausen attraverso St. Jakob (Jakobsinsel, la più piccola delle sette isole del lago Staffelsee) fino all'isola di Wörth.
La località Seehausen viene nominata per la prima volta attorno al 650 e a partire dal 1330 apparteneva al monastero di Ettal, che a sua volta era parte del principato di Baviera e fino al mantenimento del monastero, a volte anche imperiale, nell'anno 1803, era parte integrante del tribunale di questo, Murnau. Nel 1773 la chiesa parrocchiale dell'isola, con il suo notevole equipaggiamento barocco, venne trasferita sulla terraferma, trasferimento che fu finanziato dall'editore e libraio di Augusta Matthäus Rieger, un nativo di Seehausen.
Nel corso delle riforme amministrative del Regno di Baviera, con l'editto comunale del 1818 nacque il Comune di Seehausen, che apparteneva al tribunale distrettuale di Weilheim.

### XX secolo
Durante il periodo del nazionalsocialismo, sulla penisola di Burg appartenente a Seehausen si trovava un magazzino esterno del campo di concentramento di Dachau. Le società locali di armamenti Officine meccaniche di precisione Tipecska, la brigata di lavoro Jung e Otto Heinrich Muck potevano così accedere a forza lavoro. Gli occupanti dei campi di concentramento furono liberati alla fine di aprile 1945 da soldati dell'esercito americano.

### Sviluppo demografico
Tra il 1988 e il 2018 il Comune è cresciuto da 1.929 a 2 441 abitanti, con un incremento di 512 individui, ovvero del 26,5 %.
- 1961: 1 502 abitanti
- 1970: 1 544 abitanti
- 1987: 1 917 abitanti
- 1991: 2 008 abitanti
- 1995: 2 059 abitanti
- 2000: 2 100 abitanti
- 2005: 2 338 abitanti
- 2010: 2 501 abitanti
- 2015: 2 394 abitanti

### Museo di Staffelsee
Nella canonica, sottoposta a vincolo monumentale, il museo di Staffelsee illustra in particolare la storia della località e del lago, della pittura su vetro inversa e della natura.

## Politica

### Consiglio comunale
Il consiglio comunale consta di 14 membri (risultato delle elezioni del consiglio comunale del 2020):
- Lista Bürgernah/ÖDP/verdi: 6 seggi
- CSU: 4 seggi
- Parteilose Wählergruppe Seehausen: 4 seggi

### Sindaco
Municipio
Da maggio 2008 il Primo Cittadino è Markus Hörmann. Egli venne rieletto nel 2020 con l'86,7% dei voti.
Il suo predecessore era Ulrich Willburger (CSU). Nel 2002 egli a sua volta era successore di Sylvester Eichberger (CSU).

### Stemma
|  | Blasone: „Diviso a onda tra azzurro e argento; sopra un luccio argenteo rivolto a destra, sotto un tronco di drago rampante rosso.“ |
|  | |

## Monumenti
→ Articolo principale: Elenco dei monumenti a Seehausen am Staffelsee

## Economia e Infrastrutture

### Economia compresa agricoltura e silvicoltura
Nel 2008 nell'ambito dell'agricoltura e della silvicoltura non esistevano occupati, nell'industria manifatturiera erano presenti sul luogo di lavoro101 occupati soggetti a contributi previdenziali, nel settore del commercio, traffico e turismo 56 occupati . In altri settori economici erano occupate sul luogo di lavoro 186 Persone soggette a contributi previdenziali. Al domicilio erano presenti in totale 586 occupati soggetti a contributi previdenziali. Nel settore manifatturiero esistevano due società, nel settore edile sei società. Nel 2007 esistevano inoltre 21 società agricole.
Nel 2018 le entrate fiscali comunali ammontavano a 4.440 T€, di cui 2.349 T€ (netto) erano entrate fiscali aziendali e1.652 T€ partecipazione all'imposta sul reddito.

### Traffico
Il villaggio è attraversato dalla strada statale 2372, che lo collega con i Comuni di Murnau, Uffing e Spatzenhausen. Nell'ÖPNV il villaggio è raggiungibile mediante le linee di autobus 9601 e 9601k del RVO. La stazione più vicina è quella di Murnau, che confina direttamente con la frazione Riedhausen. Sul lago Staffelsee opera la nave passeggeri MS Seehausen, che collega il villaggio con Murnau e Uffing.

### Istruzione
Nel 2017 esistevano le seguenti istituzioni:
- 1 centro diurno infantile con 100 posti di scuola materna e asilo nido, di cui 77 sono occupati
- 1 scuola elementare (distaccamento della scuola elementare Uffing-Seehausen)